# 兴隆古墓群
兴隆古墓群，位于中国吉林省双辽市兴隆镇连丰屯，为一个省级文物保护单位，类型为古墓葬，公布时间为1999年2月26日。该文物保护单位由双辽市文管所管理。
兴隆古墓群的历史年代为金代。